# Grace (Mondkrater)
Grace ist ein sehr kleiner, schüsselförmiger Einschlagkrater auf der Mondvorderseite, westlich des Kraters Lucian und südlich von Mons Esam.
Die namentliche Bezeichnung geht auf eine ursprünglich inoffizielle Bezeichnung auf Blatt 61A2/S1 der Topophotomap-Kartenserie der NASA zurück, die von der IAU 1979 übernommen wurde.